# 345868 Halicarnassus
345868 Halicarnassus è un asteroide della fascia principale. Scoperto nel 2007, presenta un'orbita caratterizzata da un semiasse maggiore pari a 2,7206792 au e da un'eccentricità di 0,1625449, inclinata di 10,48075° rispetto all'eclittica.